# STEPPIN' STONES
「STEPPIN' STONES」（ステッピン・ストーンズ）は、日本の歌手である沢田研二の48枚目のシングルである。
1987年7月22日に東芝EMIのイーストワールドレーベルより発売された。

## 解説
- ジャケット写真では、無精ひげを伸ばしたビジュアルが使用された。
- B面は同年1月31日に逝去した渡辺晋への追悼曲である[注釈 1][1]。

## 収録曲
- 全作詞・作曲：沢田研二／編曲：CO-CóLO

1. STEPPIN' STONES
2. THE BASS MAN